# INSPIRE-HEP
INSPIRE-HEP es una biblioteca digital de acceso abierto para el campo de la física de altas energías (HEP, por sus siglas en inglés). Es la sucesora de la base de datos Stanford Physics Information Retrieval System (SPIRES), la principal base de datos bibliográfica sobre física de altas energías desde la década de 1970. 

## Historia
SPIRES era (además del CERN Document Server (CDS), arXiv y partes del Astrophysics Data System) uno de los principales recursos de información sobre partículas. Una encuesta realizada en 2007 reveló que los usuarios de la base de datos de SPIRES deseaban que el portal ofreciera más servicios de los que el sistema, en aquel momento ya con 30 años de antigüedad, podía proporcionar. Por ello, en la segunda Cumbre Anual de Especialistas en Información sobre Física de Partículas y Astrofísica, celebrada en mayo de 2008, los laboratorios de física CERN, DESY, SLAC y Fermilab anunciaron que colaborarían para crear un nuevo Sistema de Información Científica para la física de altas energías denominado INSPIRE. Este sistema interactúa con otros proveedores de servicios de HEP como arXiv.org, Particle Data Group, Astrophysics Data System de la NASA y HEPdata. En abril de 2010, se pudo acceder libremente a una versión beta de INSPIRE-HEP, que en abril de 2012 sustituyó por completo a SPIRES. En marzo de 2020 se lanzó oficialmente una plataforma INSPIRE nueva y actualizada.

## Contenido
INSPIRE-HEP combina el contenido de la base de datos SPIRES-HEP con el software de biblioteca digital de código abierto Invenio y el contenido del servidor de documentos del CERN. Además de artículos científicos, INSPIRE-HEP proporciona otra información, como métricas de citas, gráficos extraídos de artículos o notas de experimentos internos y herramientas para que los usuarios mejoren los metadatos, como el crowdsourcing para la desambiguación de autores. En agosto de 2012, INSPIRE-HEP contenía 1,1 millones de registros. INSPIRE no sólo proporciona una base de datos bibliográfica para el campo de la Física de Altas Energías, sino también para otros servicios relacionados con la Física de Altas Energías:
- HEPNames: un completo directorio de personas relacionadas con la Física de Altas Energías.[16]
- Instituciones: una base de datos con más de 7.000 institutos relacionados con la física de altas energías; la información sobre cada instituto incluye un enlace a todos los artículos de INSPIRE-HEP asociados a la institución, así como una lista de personas (extraída de HEPNames).
- Conferencias: una recopilación de las reuniones y conferencias de HEP
- Empleos: una lista de empleos académicos y de investigación de interés para la comunidad de física de altas energías, física nuclear, física de aceleradores y astrofísica.
- Experimentos: base de datos que contiene resúmenes de experimentos HEP y relacionados con HEP de distintos laboratorios y lugares del mundo.

### Otras referencias
- Gentil-Beccot, A., Mele S., Holtkamp, A., O’Connell, H., and Brooks, T. (2008). Information Resources in High-Energy Physics. Surveying the Present Landscape and Charting the Future Course, arΧiv:0804.2701
- Warner, S., and Rieger, O. (2010). Developing Sustainability Strategies for arXiv. Information Standards Quarterly 22, 2-4.  Archivado el 10 de agosto de 2017 en Wayback Machine.
- Gülzow, V., and Kemp, Y. (2012). Teilchenphysik. In: Neuroth, H. et al. (ed.). Langzeitarchivierung von Forschungsdaten. Eine Bestandsaufnahme, 257-274
- DPHEP Study Group (2012). Status Report of the DPHEP Study Group: Towards a Global Effort for Sustainable Data Preservation in High Energy Physics. arXiv:1205.4667